# Hagelstadt
Hagelstadt – miejscowość i gmina w Niemczech, w kraju związkowym Bawaria, w rejencji Górny Palatynat, w regionie Ratyzbona, w powiecie Ratyzbona. Leży około 18 km na południowy wschód od Ratyzbony, przy drodze B15 i linii kolejowej Ratyzbona–Monachium.

## Dzielnice
W skład gminy wchodzą następujące dzielnice: 
- Gailsbach
- Grünthal
- Hagelstadt
- Höhenberg
- Langenerling